# 9th Wonders!
9th Wonders! is een metafictief stripverhaal uit de NBC-televisiereeks Heroes. In deze serie wordt dit stripverhaal geschreven, getekend en gepubliceerd door de kunstenaar Isaac Mendez. In werkelijkheid wordt Mendez' werk geleverd door de striptekenaar Time Sale.

## Geschiedenis
De verhaallijn uit 9th Wonders! is een directe reflectie van Isaac Mendez' voorspellende gave. Wanneer Hiro Nakamura in New York aankomt (5 weken in de toekomst) is hij verwonderd dat er een stripverhaal te koop is waar hij in voorkomt. Hiro ontdekt dat dit verhaal een directe weergave van zijn leven van de voorbije dagen is.

## Uitgeverij
9th Wonders! wordt door Isaac zelf uitgegeven, want zijn naam en het adres van zijn thuisstudio staan op de laatste pagina van het verhaal. Dit is vreemd, want normaliter worden stripverhalen door een groot bedrijf uitgegeven. De officiële uitgeverij vermeld op de cover van het exemplaar is "The Helix Comics Group" (in referentie naar het Helix Symbool).

## Lezers
In de serie zien we vooral Hiro en Ando met exemplaren van 9th Wonders!. Maar in "Genesis" kunnen we ook Micah Sanders een exemplaar zien lezen.